# 泰奧菲利夫卡 (特諾皮爾州)

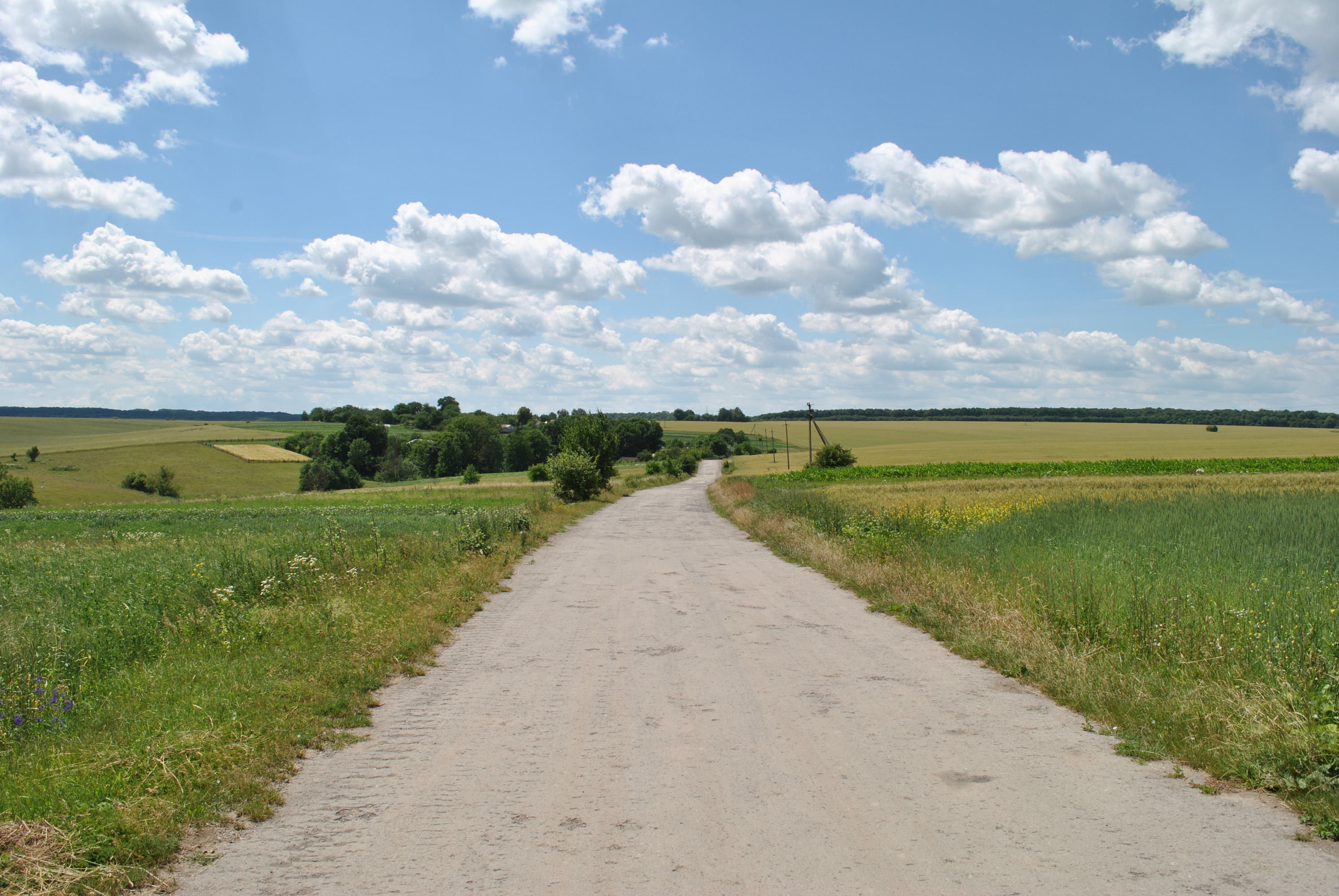

泰奧菲利夫卡（羅馬化：Teofilivka）是烏克蘭的村落，位於該國西部捷爾諾波爾州捷爾諾波爾區，始建於1920年，面積1.81平方公里，2001年人口78，人口密度每平方公里43.1人。